# Adone Zoli
Adone Zoli (n. 16 decembrie 1887, Cesena, Emilia-Romagna, Italia – d. 20 februarie 1960, Roma, Italia) a fost un politician italian.